# 中世古祥道
中世古 祥道（なかせこ しょうどう、1916年 - 2019年1月1日）は、日本の歴史学者、曹洞宗の僧侶（三重県正泉寺14世住職のち東堂）。道元禅師・愛洲氏の研究で知られる。号は興国。

## 来歴
北海道に生まれる。1937年に大連第一中学校（旧制）を卒業後、駒澤大学仏教学部に入学。道憲寮にて衛藤即応博士に師事。1940年に卒業。
大学の舎監を辞して1941年より天津に赴任し、道元の研究を重ねる（「道元禅師の歩み」）。戦中・戦後の中、研究活動は幾度も中断。1948年、度会郡小川郷中学校の教諭となり、以降、1975年まで五ヶ所小学校・中学校で教鞭を取る。研究の方では1967年に小川弘貫博士の「唯識研究会」に参加したのを契機とし、1970年に『道元禅師伝ノート』を刊行。また「伊勢愛洲氏の研究」をはじめ、郷土史の論文が多い。
1954年に三重県度会郡正泉寺に入って14世住職となり、1986年に引退、東堂となる。
その他、三重県文化財・史資料調査委員、南勢町文化財調査委員会会長、南勢町町史研究員・編纂委員、愛洲の館館長を務めた。

### 受賞歴
- 1940年、駒澤大学豊川賞
- 1984年、三重県教育委員会教育功労賞（文化）
- 1990年、南勢町（教育）功労表彰
- 1993年、曹洞宗特別奨励賞
- 1999年、文部大臣賞（社会功労）

## 著作リスト
道元関係
- 『道元禅師伝研究』（国書刊行会、1979年）鏡島元隆による書評
- 『道元禅師伝研究 正』(国書刊行会、1997年)
- 『道元禅師伝研究 続』(国書刊行会、1997年)
- 『新道元禅師伝研究』（国書刊行会、2002年）

愛洲氏関係
- 『伊勢愛洲氏の研究』（三重県郷土資料刊行会、1975年）
- 『愛洲物語』（愛洲の館、1997年）
→『愛洲物語-伊勢愛洲氏の歴史- 再版』（南伊勢町教育委員会、2009年）
- 『愛洲氏の資料紹介と考察』（愛洲氏顕彰会、2006年）
- 『愛洲移香斎久忠傳考 増補』（南伊勢町教育委員会、2009年）
- 『「剣祖影流愛洲移香斎久忠顕彰会」 (茨城) 等の発表を読んでの疑着点』（2010年、私家版）
- 『熊野愛洲管見』（2011年、私家版）

その他
- 『南勢町史の研究』（南勢町教育委員会、1968年）
- 『南勢町の地名』（南勢町教育委員会、1998年）
- 『上泉武蔵守信綱傅私考』（南勢町教育委員会、1998年）
- 『ふるさとの資料の真を求めて』（2013年、私家版）
- 『ふるさとの資料の真を求めて 続々』（2016年、私家版）

### 論文
- CiNii>中世古祥道